# Дженкинсон, Карл
Карл Дэ́ниел Дже́нкинсон (англ. Carl Daniel Jenkinson; род. 8 февраля 1992, Харлоу) — английский и финский футболист, защитник клуба «Бромли».

## Карьера

### Клубная

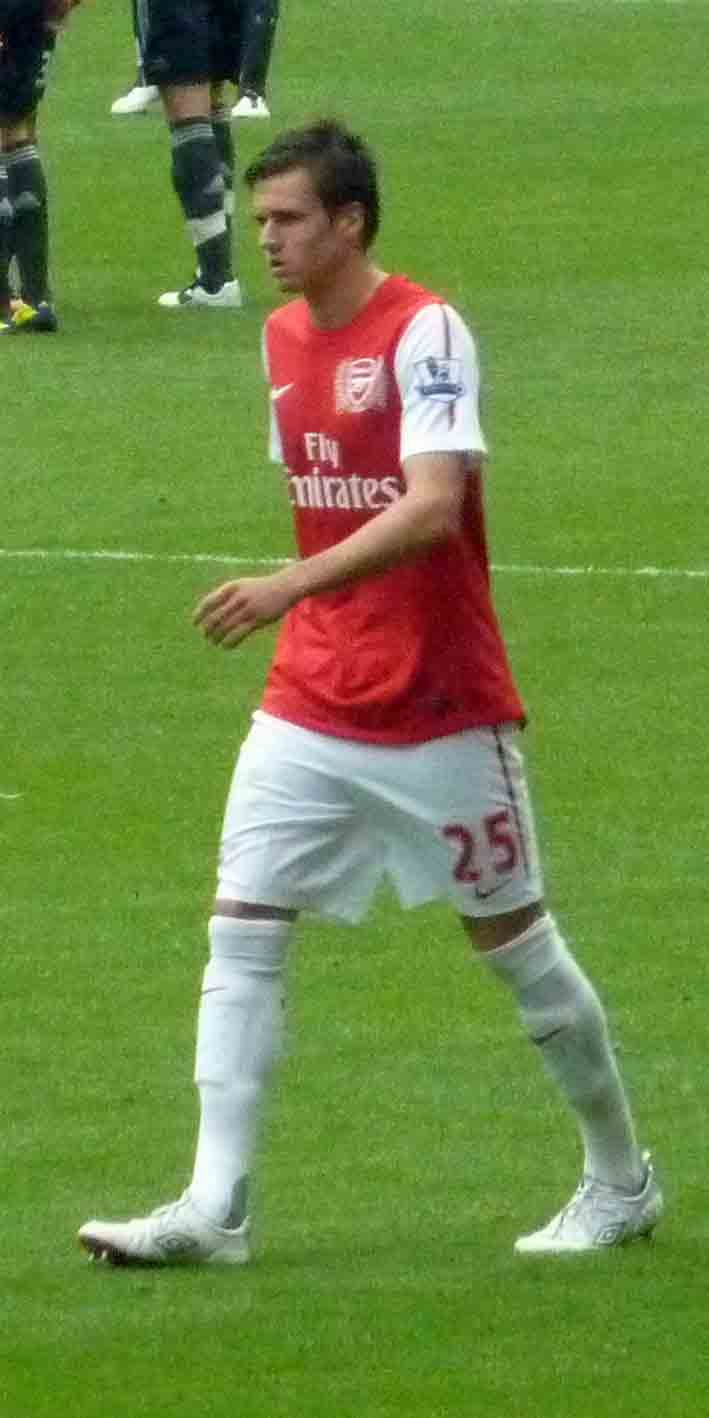
В составе «Арсенала» в 2011 году

С 2000 года Карл занимался в академии «Чарльтона». В 2009 году подписал свой первый профессиональный контракт с лондонским клубом. В 2010 году отправлялся в аренды в команду Национальной конференции «Истборн Боро» и в команду Южной конференции «Уэллинг Юнайтед». В июне 2011 года подписал контракт с лондонским «Арсеналом». Несмотря на то, что Дженкинсон перешёл на правах свободного агента (его контракт с «Чарльтоном» закончился летом 2011 года, и Карл решил его не продлевать), «канониры» заплатили около 1 миллиона фунтов в качестве компенсации за воспитание. 16 августа Дженкинсон дебютировал в составе «Арсенала», выйдя на замену во втором тайме матча Лиги чемпионов против «Удинезе», заменив травмированного Йоана Джуру. 20 августа, в матче против «Ливерпуля», состоялся дебют Карла в английской Премьер-лиге.
На сезон 2014/15 Дженкинсон отправился в аренду в «Вест Хэм Юнайтед». За этот клуб он провел 32 матча в чемпионате и отметился двумя голевыми передачами. По окончании сезона «Вест Хэм» хотел выкупить трансфер Карла. Фигурировала цена в 10 млн фунтов. Однако Карл подписал новый контракт с Арсеналом до 2020 года. На сезон 2015/16 Дженкинсон снова отправился в аренду в «Вест Хэм».
21 августа 2017 года Дженкинсон был отдан в третью аренду за последние четыре года, на этот раз в «Бирмингем Сити», где проведёт весь сезон 2017/2018.

### Международная
В 2008 году сыграл один матч за юношескую сборную Англии (до 17 лет). В 2010 году был капитаном юношеской сборной Финляндии (до 19 лет), за которую сыграл три матча и забил один гол, а в 2011 году сыграл один матч за сборную Финляндии (до 21 года).
После уверенного старта сезона 2012/13, за который Дженкинсон удостоился ряда положительных оценок, главный тренер сборной Англии Рой Ходжсон всерьёз задумался о том, чтобы включить Карла в заявку, однако в итоге на позиции правого защитника он предпочёл Джонсона и Уокера. После повреждения, которое получил Уокер, Ходжсон собирался заменить его в заявке на Дженкинсона перед матчем со сборной Польши. Карл тренировался со сборной, но из-за бюрократических проволочек включить Карла в состав не удалось. 14 ноября 2012 года, в матче со сборной Швеции (2:4), дебютировал в составе сборной Англии.

## Достижения
«Арсенал»
- Обладатель Кубка Англии: 2013/14
- Обладатель Суперкубка Англии: 2017

## Семья
Мать — финка, отец — англичанин.

## Статистика выступлений за сборную
| Матчи Карла Дженкинсона за сборную Англии | Матчи Карла Дженкинсона за сборную Англии | Матчи Карла Дженкинсона за сборную Англии | Матчи Карла Дженкинсона за сборную Англии | Матчи Карла Дженкинсона за сборную Англии | Матчи Карла Дженкинсона за сборную Англии | Матчи Карла Дженкинсона за сборную Англии |
| №                                         | Дата                                      | Оппонент                                  | Счёт                                      | Голы                                      | Соревнование                              |                                           |
| ----------------------------------------- | ----------------------------------------- | ----------------------------------------- | ----------------------------------------- | ----------------------------------------- | ----------------------------------------- | ----------------------------------------- |
| 1                                         | 14 ноября 2012                            | Швеция                                    | 4 : 2                                     | -                                         | Товарищеский матч                         |                                           |